# Eusebius Mandyczewski
Eusebius Mandyczewski (in ucraino Євсебій Мандичевський?, Jevsebij Mandyčevs'kyj); Molodija, 18 agosto 1857 – Sulz in Wienerwald, 13 agosto 1929) è stato un compositore, musicologo e direttore d'orchestra rumeno, nonché famoso didatta. Fu autore di numerose composizioni molto considerate nei circoli musicali ucraini, austriaci e rumeni.

## Biografia
Eusebius Mandyczewski nacque nel piccolo villaggio di Molodija (allora nell'Austria-Ungheria; oggi in Ucraina nell'oblast' di Černivci). Egli era il figlio maggiore di un prete rumeno greco-ortodosso. Compì gli studi superiori alla scuola di Černivci e contemporaneamente studiò musica con Sydir Vorobkevyč. Frequentò poi l'Università di Černivci, passando poi al conservatorio di Vienna nel 1875 dove studiò con Eduard Hanslick, Gustav Nottebohm e Robert Fuchs. Dall'inizio del 1879, divenne un intimo amico di Johannes Brahms con il quale rimase in contatto per un lungo periodo. Johannes Brahms lo aiutò nello studio e lo nominò amministratore dei suoi beni.
Nel 1901, sposò Albine von Vest, una cantante di lieder e insegnante di canto.
Dal 1879 al 1881, Mandyczewski fu direttore della Vienna Singakademie e dal 1887 al 1929, archivista della Gesellschaft der Musikfreunde. Nel 1892 divenne anche direttore dell'orchestra Gesellschaft der Musikfreunde.
Nel decennio 1887–97 vennero pubblicati i primi lavori di Mandyczewski sulla Schubert Gesamtausgabe. 
Nel 1897 ricevette una laurea ad honorem dall'Università di Lipsia. Verso la fine del 1897, divenne insegnante al Conservatorio di Vienna come professore di Storia della musica e strumenti musicali. 
Mandyczewski editò l'opera omnia di Franz Schubert, iniziò a editare l'opera completa di Joseph Haydn, e assieme al suo allievo Hans Gál, mise a punto l'opera omnia di Brahms.
Mandyczewski compose musiche su testi di poeti come Taras Ševčenko, Jurij Fed'kovyč, Vasile Alecsandri, Mihai Eminescu, Heinrich Heine. Realizzò degli arrangiamenti di canzoni del folklore ucraino, rumeno, tedesco e ungherese. 
Morì a Sulz im Wienerwald, vicino a Vienna.

## Scritti
- Nottebohm MG, ed, 'Zweite Beethoveniana' (Leipzig, 1887, 2/1925)
- 'Namen- und Sachregister zu Nottebohms Beethoveniana und Zweite Beethoveniana' (Leipzig, 1888/R)
- ‘Beethoven's Rondo in B für Pianoforte und Orchester', SIMG, i (1899–1900), 250–306
- ‘Carl Czerny: Versuch einer richtigen Würdigung', Deutsche Kunst- und Musikzeitung, xviii/23–4 (1891)
- ‘Goethes Gedichte in Franz Schuberts Werken’, Chronik des Wiener Goethe-Vereins, xi/112 (10 March 1897), 2–3
- ‘Franz Schubert: zur Erinnerung an seinen 100. Geburtstag', Mitteilung Breitkopf & Härtel, xlviii (1907), 1609–10
- ‘Jägers Abendlied’, Die Musik, vi/7 (1907), 45–6
- 'Schubert-Pflege in der Gesellschaft der Musikfreunde', Geschichte der k.k. Gesellschaft der Musikfreunde (Vienna, 1912)
- 'Drei Meister Autographe' (Vienna, 1923) [facs. of autographs of Beethoven, Schubert and Brahms]
- ‘Brahms’, ‘Bruckner’, ‘Pohl’, ‘Strauss, Johann, Vater’, ‘Strauss, Johann, Sohn’, ADB

## Edizioni
- 'Ludwig van Beethovens Werke: vollständige kritisch durchgesehene überall berechtigte Ausgabe', 25th ser., nos.264–309 (Leipzig, 1887/R)
- 'Franz Schuberts Werke: kritisch durchgesehene Gesamtausgabe', 20th ser., i–x (Leipzig, 1895–7/R) and Revisionsbericht (Leipzig, 1897/R)
- A. Caldara: 'Kirchenwerke', DTÖ, xxvi, Jg.xii/2 (1906/R)
- 'Joseph Haydns Werke: erste kritische durchgesehene Gesamtausgabe', 16th ser., v–vii [Die Schöpfung and Die Jahreszeiten] (Leipzig, 1922)
- 'Johannes Brahms sämtliche Werke', xi–xxvi (Leipzig, 1926–7/R)
- 'A. Caldara: Kammermusik für Gesang', DTÖ, lxxv, Jg.xxxix (1932/R)